# Albanische Fußballnationalmannschaft/Europameisterschaften
Der Artikel beinhaltet eine ausführliche Darstellung der albanischen Fußballnationalmannschaft der Männer bei Europameisterschaften und den Qualifikationen dazu. Albanien nahm 2016 zum ersten Mal an der Endrunde zur Europameisterschaft teil. Albanien ist damit nach Lettland und Island das dritte Land, das sich zwar für eine EM, aber noch nicht für eine WM qualifizieren konnte.

## Übersicht
Albanien konnte sich erstmals im Oktober 2015 für die 2016 stattfindende Endrunde zur Europameisterschaft qualifizieren.
| Jahr | Gastgeberland           | Teilnahme bis …    | Letzte(r) Gegner              | Ergebnis | Trainer         | Bemerkungen und Besonderheiten |
| ---- | ----------------------- | ------------------ | ----------------------------- | -------- | --------------- | --- |
| 1960 | Frankreich              | nicht teilgenommen |                               |          |                 | |
| 1964 | Spanien                 | nicht qualifiziert |                               |          |                 | im Achtelfinale an Dänemark gescheitert |
| 1968 | Italien                 | nicht qualifiziert |                               |          |                 | in der Qualifikation am späteren Vizeeuropameister Jugoslawien gescheitert |
| 1972 | Belgien                 | nicht qualifiziert |                               |          |                 | in der Qualifikation am späteren Europameister Deutschland gescheitert |
| 1976 | Jugoslawien             | nicht teilgenommen |                               |          |                 | |
| 1980 | Italien                 | nicht teilgenommen |                               |          |                 | |
| 1984 | Frankreich              | nicht qualifiziert |                               |          |                 | in der Qualifikation an Titelverteidiger Deutschland gescheitert |
| 1988 | BR Deutschland          | nicht qualifiziert |                               |          |                 | in der Qualifikation an Vizeeuropameister Spanien gescheitert |
| 1992 | Schweden                | nicht qualifiziert |                               |          |                 | in der Qualifikation an Frankreich gescheitert |
| 1996 | England                 | nicht qualifiziert |                               |          |                 | in der Qualifikation am späteren Europameister Deutschland gescheitert |
| 2000 | Niederlande und Belgien | nicht qualifiziert |                               |          |                 | in der Qualifikation an Norwegen und Slowenien gescheitert. |
| 2004 | Portugal                | nicht qualifiziert |                               |          |                 | in der Qualifikation an der Schweiz und Russland gescheitert. |
| 2008 | Österreich und Schweiz  | nicht qualifiziert |                               |          |                 | in der Qualifikation an Rumänien und der Niederlande gescheitert |
| 2012 | Polen und Ukraine       | nicht qualifiziert |                               |          |                 | in der Qualifikation an Frankreich und Bosnien und Herzegowina gescheitert, das sich aber auch nicht qualifizieren konnte                                                                   |
| 2016 | Frankreich              | Vorrunde           | Schweiz, Frankreich, Rumänien | 18.      | Gianni De Biasi | Albanien beendete die Gruppenphase als Dritter und verpasste das Achtelfinale als schlechtester Gruppendritter                                                                              |
| 2021 | Europa                  | nicht qualifiziert |                               |          |                 | Albanien stellte keine Spielstätte für die Endrunde. In der Qualifikation an Weltmeister Frankreich, der Türkei und Island gescheitert, das sich noch über die Playoffs qualifizieren kann. |
| 2024 | Deutschland             | Vorrunde           | Italien, Kroatien, Spanien    |          | Sylvinho        | In der Qualifikation setzte sich Albanien gegen Tschechien – das sich als Gruppenzweiter auch qualifizierte –, Polen, Moldau und die Färöer durch.                                          |

## Endrunden mit vier Teilnehmern

### EM 1960
An der ersten Fußball-Europameisterschaft 1960, die noch als „Europapokal der Nationen“ ausgetragen wurde, wollte Albanien nicht teilnehmen.

### EM 1964
Vier Jahre später wollten schon mehr Mannschaften als 1960 teilnahmen, darunter auch die von Zyber Konçi trainierten Albaner. Daher wurde eine Vorrunde vorgeschaltet. Albanien sollte gegen Griechenland antreten, das sich noch im Kriegszustand mit Albanien befand und daher weigerte, gegen Albanien zu spielen. Griechenland schied damit aus dem Turnier aus und Albanien zog in die nächste Runde ein. In dieser mussten die Albaner gegen Dänemark antreten und verloren ihr erstes Pflichtspiel am 29. Juni 1963 in Kopenhagen mit 0:4. Vier Monate später gelang ihnen zwar im Heimspiel ein 1:0, wobei Panajot Pano bereits in der dritten Minute das erste Qualifikationstor für Albanien erzielte. Dies reichte aber nicht, um das Viertelfinale zu erreichen. Dänemark konnte sich dann auch im Viertelfinale in drei Spielen gegen Luxemburg durchsetzen und wurde bei der Endrunde Vierter.

### EM 1968
An der Qualifikation zur dritten Europameisterschaft nahm Albanien, das seit 1965 von Loro Boriçi trainiert wurde, wieder teil und traf dabei in der einzigen Dreiergruppe auf Vizeweltmeister Deutschland und den Nachbarn Jugoslawien. Die Qualifikation begann für die Albaner am 8. April 1967 mit einem 0:6 in Dortmund gegen Deutschland, wobei Gerd Müller seine ersten vier Länderspieltore erzielte. Nach zwei Niederlagen gegen Jugoslawien – 0:2 im Heimspiel und 0:4 im Auswärtsspiel – kam es am letzten Spieltag zur erneuten Begegnung mit dem Vizeweltmeister, der gegen Jugoslawien je ein Spiel verloren und gewonnen hatte und daher in Tirana gewinnen musste. Deutschland trat ohne den im Hinspiel noch viermal erfolgreichen Gerd Müller, der sich in einem Formtief befand, und ohne Franz Beckenbauer an. Bundestrainer Helmut Schön stellte aber mit Wolfgang Overath und Günter Netzer, die damals besten deutschen Mittelfeldspieler sowie mit Peter Meyer den Führenden in der Bundesligatorschützenwertung auf. Das als Schmach von Tirana in die deutsche Fußballgeschichte eingegangene 0:0 nutzte den Albanern zwar nichts mehr, sorgte aber dafür, dass Deutschland zum bisher einzigen Mal in der Qualifikation für ein großes Turnier ausschied. Die Jugoslawen wurden dadurch Gruppensieger und erreichten dann auch die Endrunde, wo sie erst im zweiten Finalspiel Gastgeber Italien unterlagen. Für Albanien ist das 0:0 das bisher beste Ergebnis gegen Deutschland und für viele Deutsche verband sich mit dem Land der Skipetaren nun noch etwas anderes.

### EM 1972
Auch vier Jahre später war Deutschland wieder Gegner in der Qualifikation, zudem die Türkei und Polen. Diesmal kam es bereits im ersten Heimspiel der Albaner zum Aufeinandertreffen mit den Deutschen – die ersten beiden Spiele in Polen und der Türkei wurden zuvor verloren – und diesmal war auch Gerd Müller wieder dabei. Ihm gelang auch das einzige Tor zum 1:0-Sieg. Müller fehlte dann zwar im Rückspiel, aber mit 2:0 gewannen die Deutschen auch dieses Spiel. Immerhin gelang den Albanern im letzten Spiel noch ein 3:0 gegen die Türken, was aber nicht mehr reichte, um den letzten Platz zu verlassen. Gruppensieger Deutschland erreichte dann auch die Endrunde in Belgien und wurde dort souverän erstmals Europameister.

### EM 1976
1976 wurde die Endrunde letztmals mit vier Mannschaften ausgetragen, Albanien nahm aber an der Qualifikation nicht teil.

## Endrunden mit acht Teilnehmern

### EM 1980
Auch vier Jahre später war Albanien nicht dabei.

### EM 1984
An der Qualifikation für die EM 1984 in Frankreich nahmen dann auch die seit 1982 von Shyqyri Rreli trainierten Albaner wieder teil und mussten in Gruppe 6 wieder gegen Deutschland antreten. Weitere Gegner waren diesmal Nordirland, Österreich und erneut die Türkei. Albanien verlor gleich das erste Spiel in Österreich mit 0:5 und dann auch in der Türkei mit 0:1, konnte dann aber im Heimspiel gegen Nordirland beim 0:0 einen Punkt gewinnen, der den Nordiren am Ende fehlte. Danach folgten knappe Niederlagen gegen Titelverteidiger Deutschland (zweimal 1:2), in Nordirland (0:1) und gegen Österreich (1:2) und ein 1:1 gegen die Türken, was am Ende aber nur zum letzten Platz reichte. Gruppensieger Deutschland fuhr zur EM, schied dort aber erstmals bei einem großen Turnier in der Vorrunde aus.

### EM 1988
Für die Europameisterschaft 1988 musste sich Albanien, das nun von Agron Sulaj trainiert wurde, gegen Spanien, Rumänien und erneut Österreich qualifizieren. Auf Deutschland konnten die Albaner diesmal nicht treffen, da Deutschland als Gastgeber automatisch qualifiziert war. Erstmals verloren die Albaner alle Qualifikationsspiele, die Heimspiele aber alle nur mit einem Tor Unterschied, und wurden wieder Gruppenletzter. 1988 endete die Amtszeit von Sulaj, seinem Nachfolger Shyqyri Rreli, der schon sein Vorgänger war, misslang aber die Qualifikation für die WM 1990. Gruppensieger Spanien schied dann bei der Endrunde in der Vorrunde aus.

### EM 1992
In der Qualifikation für die EM 1992 traf Albanien wieder auf Spanien sowie Frankreich, die Tschechoslowakei und Island. Die Albaner verloren die ersten fünf Spiele in Folge und nach einem 0:9 gegen Spanien wurde der erst vor der Qualifikation wieder ins Amt gekommene Nationaltrainer Agron Sulaj durch Bejkush Birçe abgelöst, bevor sie mit dem 2:1 im Heimspiel gegen Island erstmals nach 20 Jahren wieder ein EM-Qualifikationsspiel gewannen. Danach folgte noch eine 1:2-Niederlage im vorletzten Spiel gegen die Tschechoslowakei. Das letzte, für den Ausgang der Qualifikation nicht mehr wichtige Heimspiel gegen Spanien, wurde dann aufgrund von Unruhen in Albanien nicht mehr ausgetragen.

## Endrunden mit 16 Teilnehmern

### EM 1996
In der Qualifikation für die EM 1996 in England, die erstmals mit 16 Mannschaften ausgetragen wurde, mussten die seit 1994 von Neptun Bajko trainierten Albaner wieder gegen Deutschland antreten. Weitere Gegner waren Bulgarien, Georgien und der Republik Moldau, die beide erstmals teilnahmen sowie Wales. Die Albaner konnten nur die beiden Spiele gegen Moldawien gewinnen sowie zwei Remis in den Heimspielen gegen Bulgarien und Wales erzielen. Gegen Deutschland wurde zweimal nur knapp mit 1:2 verloren. Damit waren sie zwar punktgleich mit Wales und hatten die bessere Tordifferenz, da sie aber das erste Spiel in Wales verloren hatten, wurden sie wieder nur Gruppenletzter. Immerhin gelangen ihnen erstmals 10 Tore in der Qualifikation. Gruppensieger Deutschland und die zweitplatzierten Bulgaren qualifizierten sich für die EM-Endrunde, wo Deutschland zum dritten Mal Europameister wurde.

### EM 2000
Für die EM 2000 mussten die Albaner sich in einer Gruppe mit Norwegen, Slowenien, Griechenland, Lettland und wieder Georgien qualifizieren. Albanien, das nun von Astrit Hafizi trainiert wurde, konnte nur das letzte Spiel gegen Georgien gewinnen und damit wurde damit erstmals nicht Gruppenletzter, womit die Amtszeit von Hafizi endete. Gruppensieger Norwegen qualifizierte sich direkt und damit erstmals für die EM-Endrunde, Slowenien als Gruppenzweiter in den Relegationsspielen gegen die Ukraine ebenfalls zum ersten Mal. Beide schieden aber in der Vorrunde aus.

### EM 2004
In die Qualifikation für die EM 2004 gingen die Albaner noch mit Giuseppe Dossena als Nationaltrainer und trafen auf die Schweiz, Russland, Irland und den neuen Dauergegner Georgien. Albanien blieb in den Heimspielen ungeschlagen, konnte aber nur zwei Spiele gewinnen – jeweils 3:1 gegen Russland und Georgien. Gegen Irland und die Schweiz reichte es nur zu Unentschieden. Dagegen wurden alle Auswärtsspiele verloren. Nach der ersten hatte Dossena seinen Posten verloren, ihm folgte der ehemalige deutsche Europameister Hans-Peter Briegel unter dem gegen Russland das 3:1 gelang. Am Ende konnte aber auch Briegel die Albaner nicht zur EM führen und wieder wurde nur Georgien auf den letzten Platz verwiesen. Gruppensieger wurde die Schweiz, die damit direkt für die EM-Endrunde qualifiziert war, Russland konnte sich als Gruppenzweiter aber in den Playoffs gegen Wales aber auch noch einen Endrundenplatz sichern. Beide schieden aber bereits in der Vorrunde aus.

### EM 2008
Vier Jahre später musste sich Albanien für die nächste EM gegen Rumänien, die Niederlande, Bulgarien, Belarus, Slowenien und Luxemburg qualifizieren. Da Briegel die Albaner auch nicht zur WM in seinem Heimatland führen konnte, löste ihn Otto Barić im Mai 2006 ab. Die Albaner begannen mit zwei Niederlagen und drei Remis, ehe gegen Luxemburg erstmals gewonnen wurde. Nach einem Sieg im Rückspiel in Luxemburg folgten aber drei Niederlagen und zwei Remis. Damit wurden sie vor den punktgleichen Slowenen mit der etwas besseren Tordifferenz Drittletzter und Barić' Amtszeit als Nationaltrainer endete. Seinen Posten übernahm der ehemalige Vizeweltmeister Arie Haan, der aber nach der missglückten Qualifikation für die WM 2010 ebenfalls wieder abgelöst wurde. Rumänien und die Niederlande fuhren als Erster und Zweiter zur EM-Endrunde, wo sie erneut aufeinander trafen.

### EM 2012
Vier Jahre später konnten sich die nun von Josip Kuže trainierten Albaner wieder nicht qualifizieren. In einer Grupe mit Frankreich, Bosnien und Herzegowina, Rumänien, Belarus und Luxemburg konnten sie nur die Heimspiele gegen Belarus und Luxemburg jeweils mit 1:0 gewinnen. Zudem reichte es noch zu drei Remis. Die anderen Spiele wurden verloren und damit nur der vorletzte Platz vor Luxemburg belegt, das nur das Heimspiel gegen die Albaner gewinnen konnte. Gruppensieger Frankreich scheiterte bei der Endrunde im Viertelfinale an Titelverteidiger Spanien, der Gruppenzweite Bosnien und Herzegowina war in den Playoffs an Portugal gescheitert, das bei der Endrunde im Halbfinale Spanien im Elfmeterschießen unterlegen war. Nach der verpassten Qualifikation endete die Amtszeit von Kuže, der aufgrund gesundheitlicher Probleme bei zwei Spielen von Džemal Mustedanagić vertreten wurde. Das Amt des Nationaltrainers übernahm der Italiener Gianni De Biasi.

## Endrunden mit 24 Teilnehmern

### EM 2016

Startaufstellungen im ersten EM-Spiel der Albaner gegen die Schweiz

An der EM in Frankreich nahmen erstmals 24 Mannschaften teil. Für die Auslosung der Qualifikationsgruppen, die am 23. Februar 2014 erfolgte, war Albanien nur in Topf 5 gesetzt und wurde der Gruppe mit Portugal zugelost. Weitere Gegner waren Dänemark, Serbien und Armenien. Zudem wurde EM-Gastgeber Frankreich der Gruppe zugeordnet. Die jeweils spielfreie Mannschaft bestritt an dem Spieltag gegen die Franzosen ein Freundschaftsspiel, das nicht in die Wertung einging.
Albanien begann die Qualifikation mit einem überraschenden 1:0-Sieg in Portugal und einem 1:1 gegen Dänemark. Im folgenden Spiel in Serbien kam es zu einem Eklat als albanische Nationalisten eine Drohne mit einer großalbanischen Flagge über das Spielfeld fliegen ließen, worauf die schon zuvor aufgeheizte Stimmung im Stadion eskalierte und der Schiedsrichter das Spiel abbrach und nicht erneut anpfiff. Die UEFA wertete das Spiel zunächst mit 3:0 für Serbien, allerdings wurden den Serben die Punkte sofort wieder abgezogen. Der Internationale Sportgerichtshof revidierte aber im Juli 2015 diese Entscheidung, so dass das Spiel mit 3:0 für Albanien gewertet wurde. Nach dem Spiel gelang den Albanern noch ein 2:1 gegen Armenien und ein 0:0 in Dänemark. Durch zwei Heimniederlagen gegen Portugal und Serbien war die Qualifikation dann aber gefährdet. Mit einem 3:0 in Armenien im letzten Spiel wurden die zuvor zweitplatzierten aber spielfreien Dänen noch überflügelt und erstmals die Qualifikation für die Endrunde perfekt gemacht.
Für die Gruppenauslosung am 12. Dezember 2015 war Albanien mit dem zweitschlechtesten UEFA-Koeffizienten aller Teilnehmer Topf 4 zugeordnet.

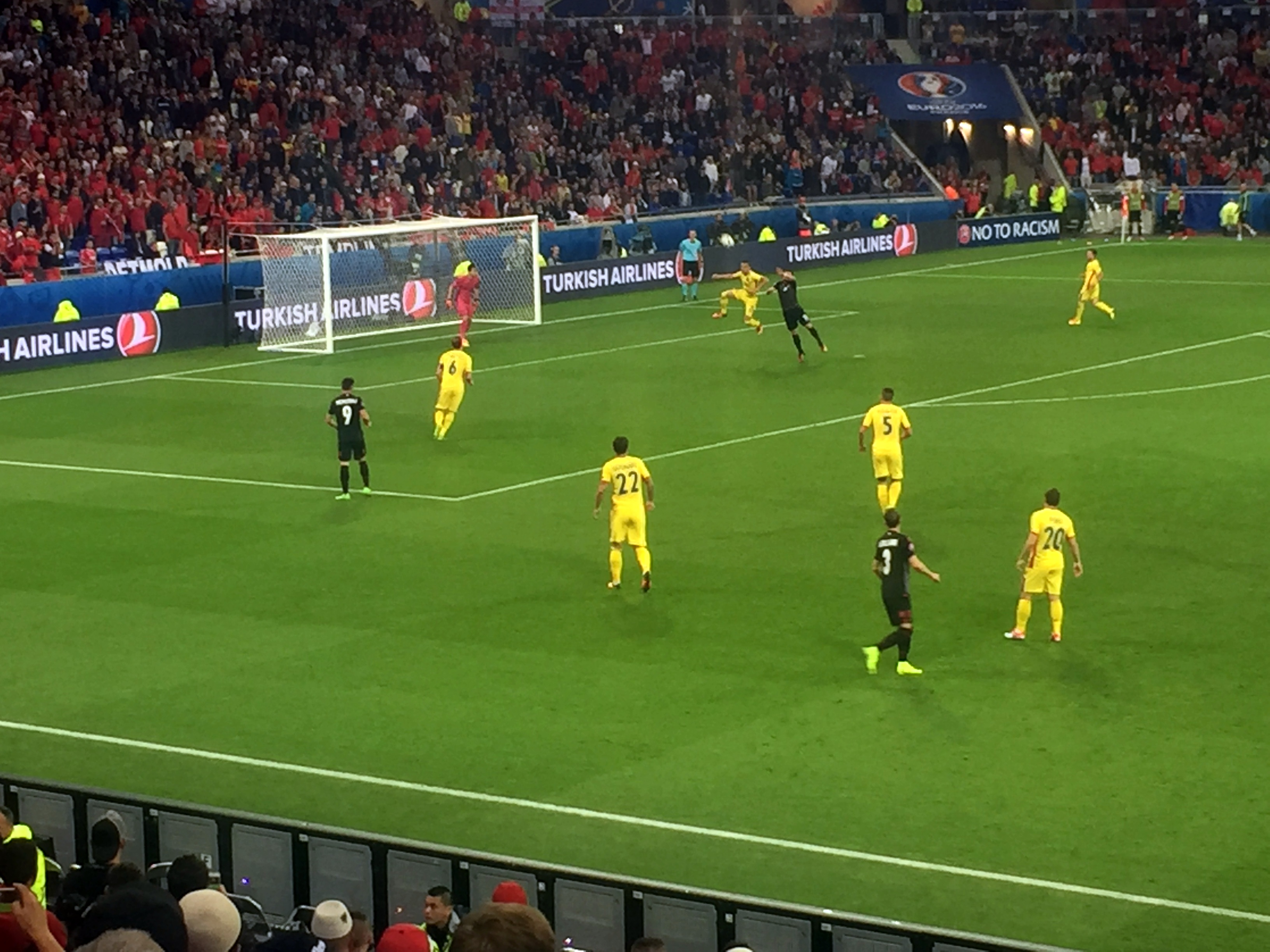
Szene aus dem Spiel gegen Rumänien

Beim ersten Gruppenspiel gegen die Schweiz, das mit einem Gegentor verloren ging, standen sich mit dem für Albanien spielenden Taulant Xhaka und seinem für die Schweiz spielenden Bruder Granit erstmals zwei Brüder in einem EM-Spiel gegenüber. Weitere albanische Spieler waren in der Schweiz ausgebildet worden oder sind sogar Doppelbürger, während in der Schweizer Mannschaft mehrere Spieler albanischer Herkunft standen. Mannschaftskapitän Lorik Cana erhielt eine Gelb-Rote Karte und war damit für das folgende Spiel gesperrt. Im Spiel gegen Gastgeber Frankreich konnte Albanien lange Widerstand leisten, bis die Franzosen in der 90. Minute und in der Nachspielzeit doch noch punkteten. Im dritten Gruppenspiel mussten sowohl Albanien als auch der Gegner Rumänien gewinnen, um die Chancen auf das Achtelfinale wahren zu können. Dank eines Tores von Armando Sadiku gelang den Albanern der erste Sieg bei einer Europameisterschaft. Dieser eine Sieg reichte aber nicht aus, um unter die vier besten Gruppendritten zu kommen und das Achtelfinale zu erreichen. Nach dem Turnier erklärte Rekordnationalspieler Lorik Cana bei der Willkommensparade in der Heimat seinen Rücktritt. Nationaltrainer Gianni De Biasi blieb noch im Amt, erklärte aber im Juni 2017 während der erfolglos verlaufenen Qualifikation für die WM 2018 seinen Rücktritt.

### EM 2021
Für die erste paneuropäische EM-Endrunde hatte sich Albanien nicht um die Ausrichtung von Spielen beworben. In der Qualifikation, an der auch die Ausrichter von Endrundenspielen teilnehmen mussten, hatten es die Albaner mit Frankreich, der Türkei, Island, Andorra und der Republik Moldau zu tun. Albanien verlor das erste Heimspiel mit 0:2 gegen die Türkei, woraufhin Nationaltrainer Christian Panucci entlassen wurde. Dem ließen sie drei Tage später einen 3:0-Sieg in Andorra unter Interimstrainer Ervin Bulku folgen. Unter dem neuen Nationaltrainer Edoardo Reja, der einen Vertrag bis zum Abschluss der Qualifikation erhielt, wechselten sich in den nächsten sechs Spielen Niederlagen und Siege ab, so dass sie schon vor den letzten beiden Spielen keine Chance mehr hatten sich direkt für die Endrunde zu qualifizieren. Am Ende belegten sie den vierten Platz hinter Frankreich und der Türkei, die sich direkt für die Endrunde qualifizierten. Da sie auch in der UEFA Nations League 2018/19 in ihrer Liga nur den dritten Platz erreicht hatten, können sie sich auch nicht über die Playoffs qualifizieren, was für die drittplatzierten Isländer noch möglich ist.

### EM 2024
Für die zweite EM-Endrunde in Deutschland musste Albanien in der Qualifikation gegen Tschechien, Polen, Moldau und die Färöer antreten. Kurz vor dem ersten Spiel wurde der Brasilianer Sylvinho neuer Trainer der Albaner. Albanien verlor nur das erste Spiel in Polen, gewann dann aber vier Spiele und spielte dreimal remis. Da sich die anderen Mannschaften auch gegenseitig Punkte abnahmen, wurde die Mannschaft mit einer um zwei Tore besseren Tordifferenz Gruppensieger vor den punktgleichen Tschechen, die als Gruppenzweite auch direkt für die Endrunde qualifiziert sind. Die drittplatzierten Polen haben noch die Chance sich über die Play-offs zu qualifizieren. Bei der EM-Endrunden-Auslosung am 2. Dezember 2023 wurden die Albaner in die Gruppe mit Spanien, Kroatien und Titelverteidiger Italien gelost. Gegen Italien und Spanien gab es bisher nur Niederlagen, gegen Kroatien wurde zuvor noch nicht gespielt.
Die Albaner starteten in die Endrunde mit dem schnellsten Tor der Turniergeschichte: Nach 23 Sekunden brachte Nedim Bajrami seine Mannschaft mit 1:0 in Führung. Am Ende unterlagen sie aber dem Titelverteidiger mit 1:2. Gegen Kroatien konnten die Albaner ebenfalls in Führung gehen, kassierten aber wieder zwei Gegentore, wobei das 1:2 ein Eigentor von Klaus Gjasula war, dem aber in der Nachspielzeit noch das Tor zum 2:2-Ausgleich gelang. Gegen Spanien, das bereits nach zwei Siegen als Gruppensieger feststand und die Ersatzspieler einsetzte, gelang kein Tor und mit 0:1 verabschiedeten sich die Albaner vom Turnier.

## Bei Europameisterschaften gesperrte Spieler
- 2016 erhielt Lorik Cana im ersten Spiel die Gelb-Rote Karte und war für das zweite Spiel gesperrt. Burim Kukeli erhielt im zweiten Gruppenspiel die zweite Gelbe Karte und war für das dritte Gruppenspiel gesperrt.

## Anteil der im Ausland spielenden Spieler im EM-Kader
| Jahr (Spiele) | Anzahl (Länder) | Spieler (Einsätze) |
| ------------- | --- | --- |
| 2016 (3)      | 21 (1 in Aserbaidschan, 2 in Deutschland, 2 in Frankreich, 2 in Griechenland, 5 in Italien, 2 in Kroatien, 1 Liechtenstein, 4 in der Schweiz, 1 in der Türkei, 1 in den USA)                                                           | Ansi Agolli (3); Amir Abrashi (3), Mergim Mavraj (3); Lorik Cana (2), Ermir Lenjani (3); Ergys Kaçe (1), Andi Lila (2); Arlind Ajeti (2), Migjen Basha (1), Etrit Berisha (3), Elseid Hysaj (3), Ledian Memushaj (2); Bekim Balaj (1), Odise Roshi (3); Armando Sadiku (3); Naser Aliji, Burim Kukeli (2), Frédéric Veseli, Taulant Xhaka (2); Sokol Cikalleshi (1); Shkëlzen Gashi (1) |
| 2024 (3)      | 26 (1 in Deutschland, 2 in England, 10 in Italien, 1 in Kroatien, 1 Portugal, 2 in Rumänien, 2 in Russland, 1 in der Schweiz, 1 in Spanien, 1 in Südkorea, 1 in Tschechien, 2 in der Türkei, 1 in den Vereinigten Arabischen Emiraten) | Klaus Gjasula (1); Armando Broja (2), Thomas Strakosha (3); Kristjan Asllani (3), Nedim Bajrami (3), Etrit Berisha (0), Medon Berisha (1), Berat Djimsiti (3), Elseid Hysaj (2), Ardian Ismajli (0), Elhan Kastrati (0), Marash Kumbulla (0), Ylber Ramadani (3); Arbër Hoxha (3); Enea Mihaj (0); Arlind Ajeti (3), Naser Aliji (0); Mirlind Daku (1), Mario Mitaj (3); Amir Abrashi (0); Iván Balliu (1); Jasir Asani (3); Qazim Laçi (3); Rey Manaj (3), Ernest Muçi (2); Taulant Seferi (2) |

Stand: 24. Juni 2024

## Spiele
| Alle EM-Spiele |               |          |              |       |                  |              | |
| Nr.            | Datum         | Ergebnis | Gegner       | A/H/* | Austragungsort   | Anlass       | Bemerkungen |
| 1              | 11. Juni 2016 | 0:1      | Schweiz      | *     | Lens (FRA)       | Gruppenspiel | Mit dem für Albanien spielenden Taulant Xhaka und seinem für die Schweiz spielenden Bruder Granit standen sich erstmals zwei Brüder in einem EM-Spiel gegenüber. |
| 2              | 15. Juni 2016 | 0:2      | Frankreich   | A     | Marseille (FRA)  | Gruppenspiel | |
| 3              | 19. Juni 2016 | 1:0      | Rumänien     | *     | Lyon (FRA)       | Gruppenspiel | |
| 4              | 15. Juni 2024 | 1:2      | Italien (TV) | *     | Dortmund (DEU)   | Gruppenspiel | Nedim Bajrami erzielt nach 23 Sekunden das schnellste Tor der EM-Geschichte                                                                                      |
| 5              | 19. Juni 2024 | 2:2      | Kroatien     | *     | Hamburg (DEU)    | Gruppenspiel | Erstes Spiel gegen Kroatien |
| 6              | 24. Juni 2024 | 0:1      | Spanien      | *     | Düsseldorf (DEU) | Gruppenspiel | |